# Nankai-Megathrust-Erdbeben

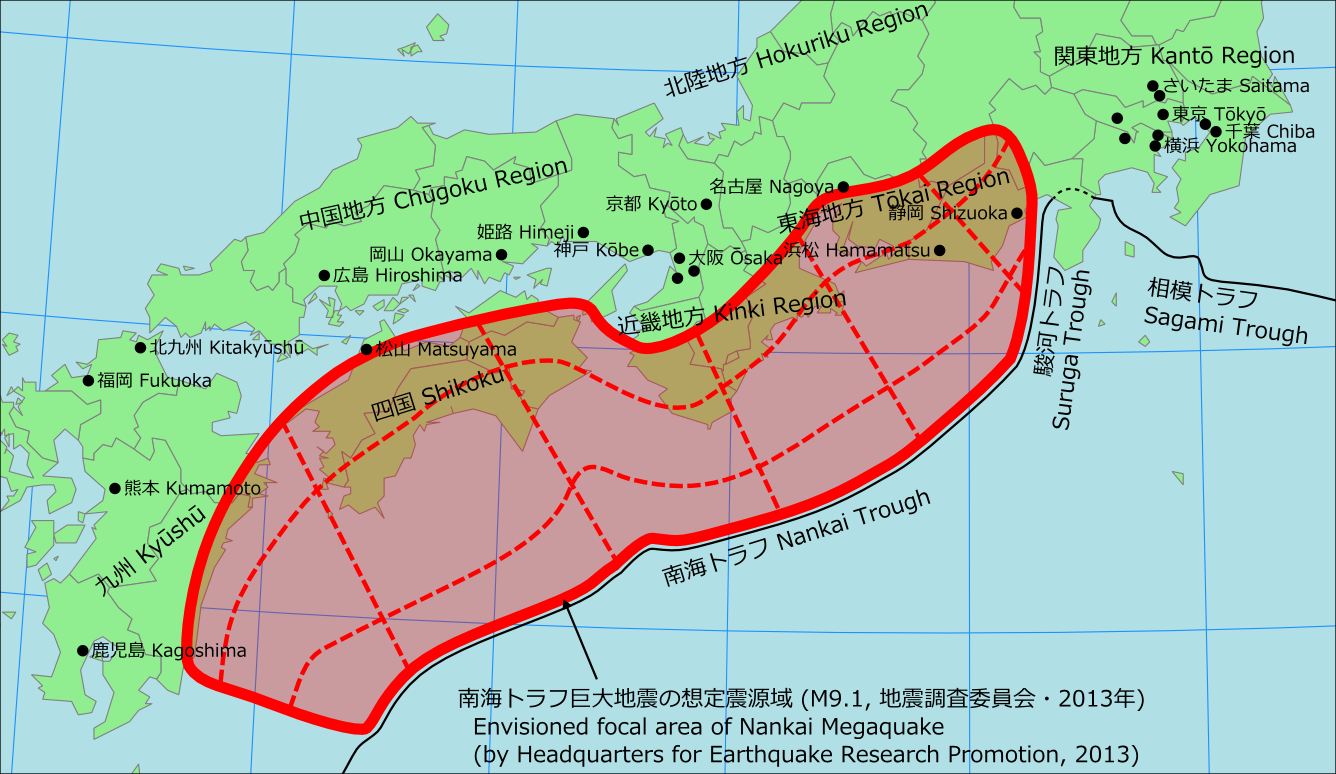
Erwartetes Fokalgebiet eines M9.1-Nankai-Graben-Megathrust-Erdbebens, prognostiziert durch Headquarters for Earthquake Research Promotion, 2013

Nankai-Megathrust-Erdbeben (japanisch 南海トラフ巨大地震 Nankai Torafu Kyodai Jishin) sind große Megathrust-Erdbeben entlang der Nankai-Verwerfung – der Verwerfung unter dem Nankaigraben. Dieser bildet die Plattengrenze zwischen der subduzierenden Philippinischen Platte und der überschiebenden Amurplatte (wahrscheinlich ein Teil der Eurasischen Platte); er liegt vor der südlichen Küste der japanischen Inseln Honshū und Shikoku. Die Verwerfung unterteilt sich in fünf Abschnitte, die zu drei Zonen gehören, welche entweder einzeln oder kombiniert reißen; abhängig von der Lage werden die entstehenden Beben von Westen nach Osten Nankai-Erdbeben, Tōnankai-Erdbeben oder Tōkai-Erdbeben genannt.
Diese Erdbeben treten mit einer Jährlichkeit von etwa 90–200 Jahren und dabei oft in Paaren auf, sodass nach einer Ruptur an einem Teil der Verwerfung eine weitere Ruptur an einem anderen Abschnitt der Verwerfung folgt; zu sehen etwa beim Ansei-Tōkai-Erdbeben 1854 und dem Ansei-Nankai-Erdbeben 1854, das sich nur einen Tag später ereignete, sowie dem Nankaidō-Erdbeben 1946. In einem in historischer Zeit beobachteten Fall – dem Hōei-Erdbeben 1707 – riss die Verwerfung über ihren vollständigen Verlauf. Alle diese großen Erdbeben haben zerstörerische Tsunamis ausgelöst, deren Schadwirkung dadurch verstärkt wurde, dass sich die japanische Besiedlung entlang des Taiheiyō Belt erstreckt, speziell mit den Küstenstädten Tokio, Yokohama und Osaka, den drei einwohnerstärksten Städten in Japan. Das Gebiet ist immer noch seismisch aktiv, sodass auch künftig Erdbeben erwartet werden. Das Risiko, dass sich in den nächsten Jahren ein Nankai-Erdbeben mit großen Schäden ereignet, ist sehr hoch.

## Tektonische Einordnung
Der Nankai-Graben ist die Oberflächenausbildung der Subduktionszone zwischen Philippinischer und Amur-Platte. Honshū selbst ist Bestandteil des Inselbogens über der subduzierenden Platte. Der Umfang des Megathrust erstreckt sich über etwa 700 km vom südlichen Ende von Kyūshū bis zum Tripelpunkt mit der Ochotsk-Platte beim Fuji. Am südwestlichen Ende gibt es einen weiteren Tripelpunkt; hier geht die überschiebende Platte in die Okinawa-Platte über.

## Megathrust-Geometrie
Die Neigung des Megathrusts erhöht sich von etwa 5° in der Nähe der Oberfläche auf 10° bei ihrer Passage südlich der Küste von Honshū. Analysen der Reflexionsseismik lassen annehmen, dass ein Teil der Verlagerung durch eine Abspreizung bei etwa 25° getragen wird. Dieses Abspreizungsfaltensystem hat eine ungewöhnlich dicke Sektion Sedimentgesteine, die unterschoben werden. Das Vorhandensein dieser „schwachen“ Zone kann zu flachen co-seismischen Rupturen entlang der Megathrust-Verwerfung führen, was die großen Tsunamis erklärt, die durch diese Ereignisse hervorgerufen werden.

## Historische Seismizität

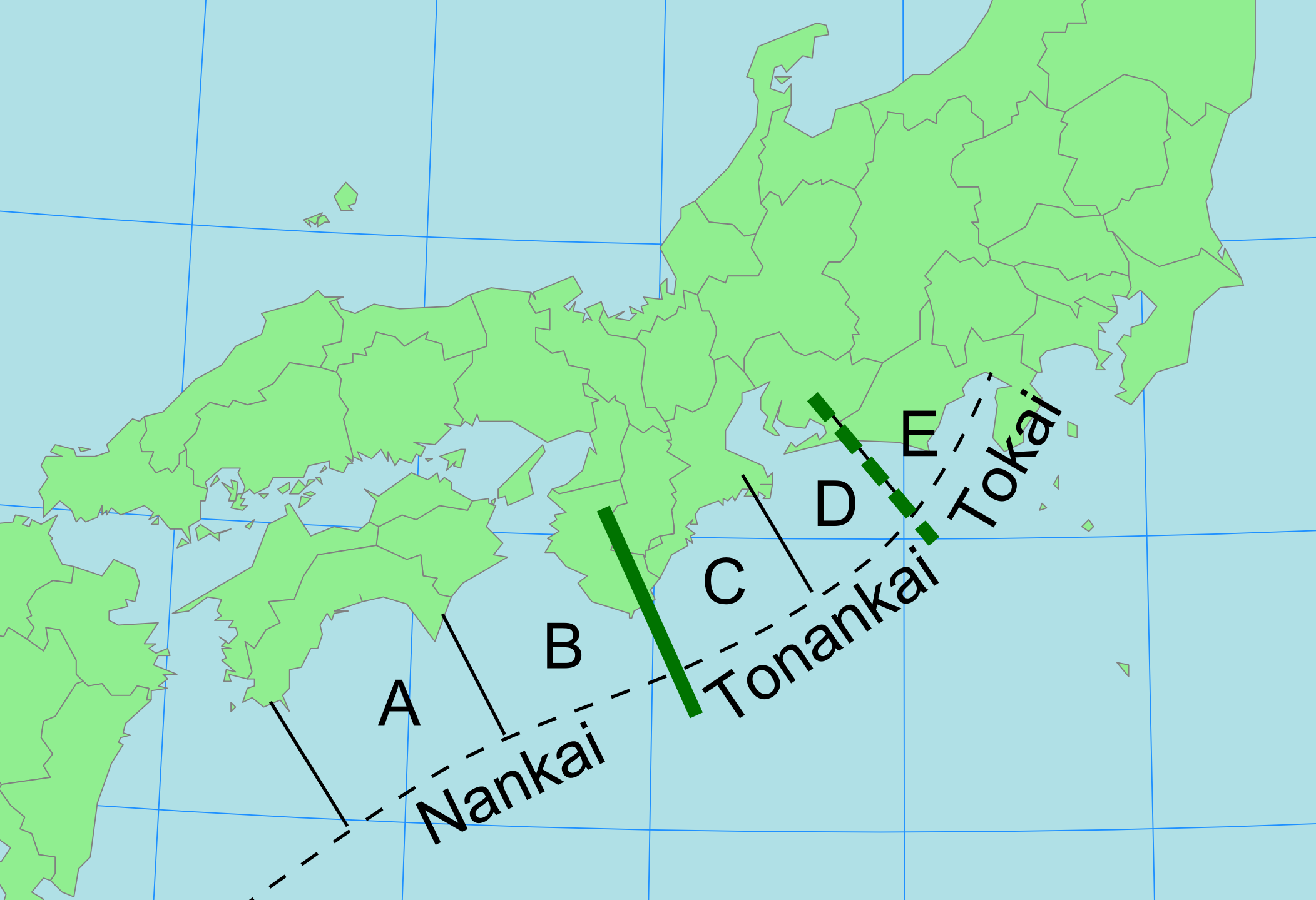
Risszonen des Nankaigraben-Megathrusts mit Angabe der Namen der Erdbeben, die mit den jeweiligen Zonen in Verbindung stehen

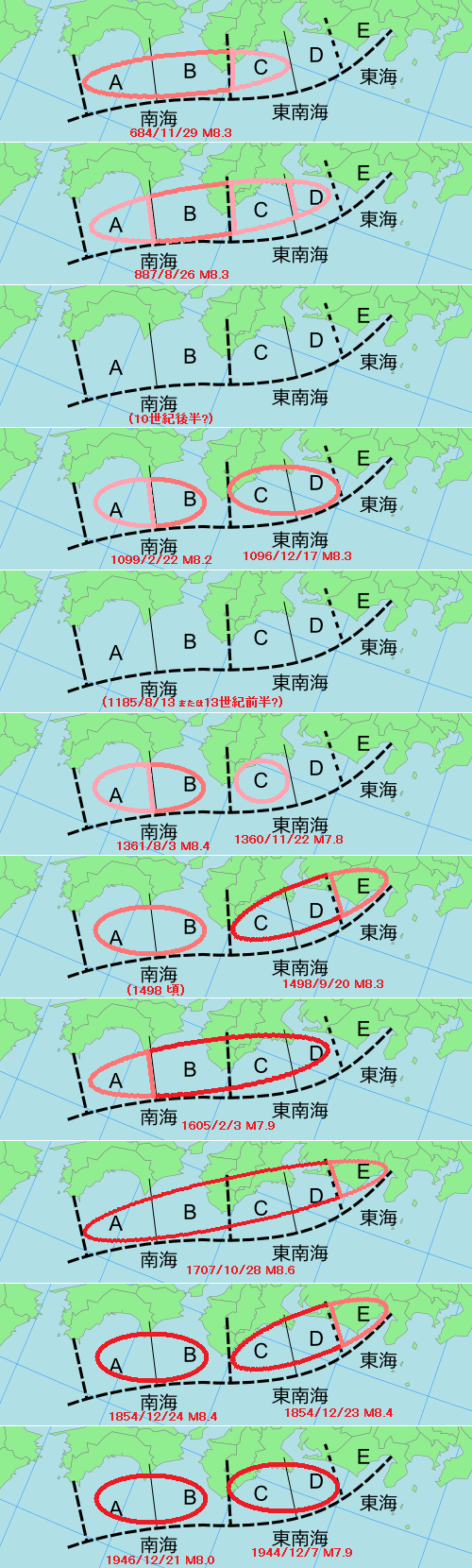
Risszonen in ihrer historischen Abfolge mit der Angabe ihrer Paarungen

Forscher gehen davon aus, dass der Nankai-Megathrust in den letzten 1300 Jahren mindestens 12 große Erdbeben ausgelöst hat. Das Muster der historischen Seismizität zeigt, dass die Oberfläche des Megathrusts segmentiert ist, wobei fünf verschiedene Risszonen identifiziert wurden, üblicherweise von Westen nach Osten mit den Buchstaben A–E bezeichnet. Erdbeben, bei denen die Segmente A+B beteiligt sind, werden allgemein Nankai-Erdbeben (Nankai bedeutet wörtlich Südliches Meer), bei den Segmenten C+D Tōnankai-Erdbeben (Tōnankai wörtlich Südöstliches Meer) sowie bei den Segmenten C+D+E Tōkai-Erdbeben (Tōkai wörtlich Östliches Meer) genannt. Die Wiederholrate dieser Erdbeben liegt allgemein im Bereich zwischen 90 und 200 Jahren.
Mit einer Ausnahme ist der Ruptur des Segmentes C (±D ±E) innerhalb weniger Jahre auch die Ruptur der Segmente A+B gefolgt. Dieses Verhalten wurde durch die Modellierung der viskoelastischen Reaktion der Megathrust-Verwerfungsebene mit seitlichen Variationen sowohl der Konvergenzrate als auch der Reibungseigenschaften reproduziert.

## Risiko künftiger Erdbeben
Der nordöstlichste Abschnitt des Megathrusts, Segment E, ist seit 1854 nicht mehr gerissen. Ein künftiges großes Erdbeben an diesem und möglicherweise weiteren Segmenten gilt als schweres Risiko für die Südküste von Honshū. Im Jahr 1999 wurde die Wahrscheinlichkeit des Eintretens eines großen Erdbebens in der Tōkai-Region in den Jahren 2000–2010 auf 35–45 % geschätzt. Obwohl es eine große Unsicherheit darüber gab, ob und wann ein solches Erdbeben geschehen würde, bereiteten sich die örtlichen Behörden bereits darauf vor, indem sie die Bevölkerung über Folgen informierten, die unvermeidlich eintreten würden.
Nach dem Hyūga-Nada-Erdbeben im August 2024 warnte die Japan Meteorological Agency (JMA) davor, dass das Risiko eines Megathrust-Erdbebens im Nankai-Graben „relativ höher als gewöhnlich“ sei, und gab erstmals in der japanischen Geschichte eine „Vorsichtswarnung“ heraus. Die Behörde erklärte inzwischen auch, dass ein solches Erdbeben nicht unmittelbar bevorstehe, obwohl die Wahrscheinlichkeit höher sei als sonst.

### Mögliche Auswirkungen
Die japanische Regierung geht davon aus, dass ein schweres Erdbeben am Nankai-Graben einen direkten Sachschaden von 169,5 Billionen ¥ (etwa 1,05 Billionen €) sowie einen volkswirtschaftlichen Schaden im Folgejahr von 50,8 Billionen ¥ (etwa 314 Milliarden €) verursacht. Eine Studie der Japan Society of Civil Engineers (engl. für die japanische 土木学会 Doboku Gakkai) ergab im Jahr 2018, dass der langfristige volkswirtschaftliche Schaden über einen Zeitraum von 20 Jahren 1.240 Billionen ¥ (etwa 7,67 Billionen €) erreichen könnte. Es wurde vorausgesagt, dass der wirtschaftliche Schaden wahrscheinlich zehnmal höher sein würde als der des Tōhoku-Erdbebens mit Tsunami 2011. Man geht davon aus, dass bis zu 323.000 Personen zu Tode kommen könnten. Eine Studie von 2019 setzt das Ausmaß der Schäden niedriger an. Demnach könnten bis zu 231.000 Personen durch die Auswirkungen des Erdbebens sterben und ein wirtschaftlicher Schaden von bis zu 213,7 Billionen ¥ (etwa 1,32 Billionen €) eintreten.

## Liste bisheriger Ereignisse
Alle in der Tabelle angezeigten Datumsangaben beziehen sich auf den Gregorianischen Kalender. In einigen Quellen für frühere Erdbeben wird stattdessen der Julianische Kalender verwendet.
| #  | Datum/Uhrzeit‡       | Name                          | Magnitude | Segmente       | Tsunami max. Wellenhöhe (m) | Koordinaten           | Tote     | Belege               |
| -- | -------------------- | ----------------------------- | --------- | -------------- | --------------------------- | --------------------- | -------- | -------------------- |
| 1  | 29. Nov. 684, 22:00  | Hakuho-Erdbeben 684           | 8,4       | A+B +?(C+D+E)  | 3,0                         | 32° 48′ N, 134° 18′ O | viele    | [ 15 ] [ 16 ] [ 17 ] |
| 2  | 26. Aug. 887, 16:00  | Ninna-Nankai-Erdbeben         | 8,6       | A+B +?(C+D+E)  | 10,0                        | 33° N, 135° O         | viele    | [ 15 ] [ 16 ] [ 17 ] |
| 3  | 17. Dez. 1096, 08:00 |                               | 8,4       | C +?(D+E)      | 7,0                         | 34° N, 138° O         |          | [ 15 ] [ 16 ] [ 17 ] |
| 4  | 22. Feb. 1099, 06:00 | Kōwa-Nankaido-Erdbeben        | 8,0       | A+B            |                             | 33° N, 136° O         |          | [ 16 ] [ 17 ]        |
| 5  | 22. Nov. 1360        | ungewisses Ereignis           | 7,0       |                | 6,0                         | 33° N, 136° O         |          | [ 15 ] [ 16 ] [ 17 ] |
| 6  | 3. Aug. 1361, 04:00  | Shōhei-Erdbeben 1361          | 8,4       | A+B +?(C+D)    |                             | 33° N, 135° O         |          | [ 16 ] [ 17 ]        |
| 7  | 20. Sep. 1498, 08:00 | Meiō-Nankaidō-Erdbeben 1498   | 8,6       | ?(A+B) C+D +?E |                             | 34° N, 138° O         | Tausende | [ 16 ] [ 17 ]        |
| 8  | 3. Feb. 1605, 20:00  | Keichō-Nankaidō-Erdbeben 1605 | 7,9       | A+B+C+D        | 10,0                        | 33° N, 135° O         | Tausende | [ 15 ] [ 16 ] [ 17 ] |
| 9  | 28. Okt. 1707, 14:00 | Hōei-Erdbeben 1707            | 8,6       | A+B+C+D+E      | 25,7                        | 33° N, 136° O         | 5000     | [ 15 ] [ 16 ] [ 17 ] |
| 10 | 23. Dez. 1854, 09:00 | Tōkai-Erdbeben 1854           | 8,4       | C+D+E          | 21,0                        | 34° N, 138° O         | 2000     | [ 15 ] [ 16 ] [ 17 ] |
| 11 | 24. Dez. 1854, 16:00 | Nankai-Erdbeben 1854          | 8,4       | A+B            | 28,0                        | 33° N, 135° O         | Tausende | [ 15 ] [ 16 ] [ 17 ] |
| 12 | 7. Dez. 1944, 13:35  | Tōnankai-Erdbeben 1944        | 8,1       | C+D            | 10,0                        | 34° N, 136° O         | 1251     | [ 15 ] [ 16 ] [ 17 ] |
| 13 | 21. Dez. 1946, 04:19 | Nankaidō-Erdbeben 1946        | 8,1       | A+B            | 6,6                         | 32° 56′ N, 135° 51′ O | 1330     | [ 15 ] [ 16 ] [ 17 ] |